# Heidi Wiesler
Heidi Wiesler (* 28. März 1960 in Staufen im Breisgau) ist eine ehemalige deutsche Skirennläuferin.
Wiesler gewann bei den Junioreneuropameisterschaften 1977 die Bronzemedaille im Riesenslalom und gehörte jahrelang zur Nationalmannschaft des Deutschen Skiverbandes. Ihre Stärken lagen vor allem in den schnellen Disziplinen wie der Abfahrt und dem Super-G. Ihr bestes Weltcupergebnis erzielte sie in der Saison 1982/83 im Abfahrtsrennen von San Sicario (ITA) mit einem dritten Platz hinter den beiden Französinnen Caroline Attia und Claudine Emonet. 1985 gewann Wiesler die Deutsche Meisterschaft im Abfahrtslauf. Im März 1987 gab sie ihren Rücktritt vom Skirennsport bekannt.